# دنيس فورلونغ
دنيس فورلونغ هو سياسي كندي، ولد في 22 يوليو 1945 في سانت جونز في كندا، وتوفي في 9 مارس 2018 في كامبلتون ‏ في كندا. نشط حزبياً في الحزب التقدمي المحافظ في نيو برونزويك ‏. وقد انتخب عضو الجمعية التشريعية لنيو برونزويك ‏.